# Estaci Pròxim
Estaci Pròxim (llatí: Statius Proximus) fou un polític i militar romà que fou tribú d'una cohort pretoriana, i que es va unir a la conspiració organitzada per Pisó contra Neró. Encara que Neró el va perdonar, es va suïcidar per compartir la sort dels altres inculpats, i pel renom que podia obtenir morint quan podia haver viscut.